# Hejninge Kirke
Hejninge Kirke er en romansk middelalderkirke i landsbyen Hejninge vest for Slagelse. Den ligger midt i Hejninge Sogn. 
Skibet og den del af koret nærmest skibet stammer fra romansk tid, og er sandsynligvis opført i 1100-tallet. Det vides ikke om den romanske kirke oprindeligt havde apsis, men det er et godt gæt. I 1400-tallet blev kirken væsentligt ombygget: Koret blev forlænget mod øst med ét fag, kirken fik hvælvinger, hvor den tidligere sandsynligvis har haft træloft og begge våbenhuse og tårnet er fra samme periode. Det ene af våbenhusene er i dag et ligkapel.
Det mest af skibet og koret er opført af rå og kløvet kamp i regelmæssige skifer og med større hjørnekvadre. Men de gotiske bebyggelser er hovedsageligt af munkesten, dog med kampesten i bunden og på hjørnerne. 
Der er endnu to vinduer i koret, der sandsynligvis stammer fra middelalderen. Trappehuset nord for tårnet er af nyere dato.

## Kalkmalerier
Kalkmalerierne i kirken er malet før hvælvingerne blev bygget i 1400-tallet, da de fortsætter op over hvælvinger dengang, der var høje romanske vægge. Man har dateret dem til 1340-1360. Det vil sige at det tilhører unggotikken (1275-1375). Denne periode kaldes også skøngotikken, eller overgangstiden, da den er blanding af stiltræk fra den romanske tid og den senere senmiddelalderlige tid. Perioden portrætterer høviske billeder som i Ørslev Kirke, raffinerede og elegante scener og feminiserede mænd − det er også i denne periode at Jomfru Marias himmelkroning i stigende grad males.
Malerierne findes i de gamle romanske bygninger − i skibet og koret. De er malet af Hejningeværkstedet, der er opkaldt efter denne kirke − den kendes ikke andre steder fra.
Malerierne forestiller Kristus, Sankt Kristoffer, Dommedag, helgeninder, indvielseskors, fabeldyr og kampscener. Mange af disse motiver er svære at fortolke. Kalkmalerierne har meget planteslyng og bladornamentik.

## Inventar
Altertavlen er fra senrenæssancen fra o. 1625. Den viser korsfæstelsen, og er blandt andet omgivet af hermer, frugtklaser, akantusfigurer og småfigurer af Adam og Eva. Den blev renoveret i 1745. Alterkalken er fra 1500-1550. Alterstagerne er fra 1673.
Døbefonten er fra romansk tid og er af granit. Dåbsfadet er fra omkring 1550, og på den er afbildet en dobbeltørn. 
Prædikestolen er fra 1691, men den blev stærkt omdannet i 1745. På den er skriftsteder fra Bibelen og monogramer.
I kirken er der også et lille sengotisk krucifiks fra omkring 1450-1500, der forestiller Jesus med lukkede øjne og fremtrædende ribben. Korset ender i fire medaljoner. Skibets syddør er også fra senmiddelalderen, og jernarbejdet ligner planteslyng.
I samme pastorat ligger Stillinge Kirke.